# Estêvão da Bósnia
Estêvão (em croata: Стјепан; romaniz.: Stjepan; em sérvio: Стефан; romaniz.: Stefan) fl. 1084–95) foi duque (cnezo) da Bósnia citado na Crônica do Padre de Dóclea (Bosnam posuitque ibi Stephanum knezium, segundo João Lúcio) nomeado em ca. 1083–84 por Constantino Bodino, o rei de Dóclea.

## Vida

Dóclea sob Bodino

Ele foi o primeiro governante bósnio conhecido pelo nome. Bodino também nomeou seu parente Bolcano à Ráscia. Bósnia, Zaclúmia e Ráscia nunca estiveram incorporadas num Estado integrado com Dóclea, com cada principado mantendo sua nobreza e instituições, o que simplesmente requiriu alguns membros da família real docleana para governar como príncipes ou duques. Segundo os Anais de Ragusa de Jacó Lucari (1605), Estêvão participou no Cerco de Ragusa em 1094–95, como vassalo de Bodino.
Com a morte de Bodino, os principados separaram-se de Dóclea e Bolcano tornou-se o mais poderoso líder como grão-príncipe. Segundo a Crônica do Padre de Dóclea, com a morte de Bodino ca. 1099, um dos pretendentes ao trono, Cocáparo, tentou tomar o controle em Dóclea, contando com Bolcano. Como Cocáparo sentiu medo de ser atacado, refugiu-se na Bósnia, onde casou-se com a filha do bano bósnio" em ca. 1100–01, embora morreu pouco depois quando lutava na Zaclúmia. Lucaro e Orbino mencionam o filho e sucessor de Estêvão, Vutímero.
O território governado por Estêvão não pode ser precisamente conhecido, além do fato de que o nome Bósnia foi associado à região da bacia média e superior do rio Bosna, com a área dos campos de Saraievo e Visoco.